# Wretched
A Wretched amerikai doom metal zenekar volt Marylandből.

## Története
Az együttes a Hellhound Records kiadóval kötött szerződést. Feloszlásuk előtt három albumot adtak ki. Dave Sherman énekes a Spirit Caravan zenekarban is basszusgitározott, illetve az Earthride-ban is énekelt. A Center of the Universe album felvétele után Gary Isom dobos csatlakozott az együtteshez.
Az évek során többször is újra összeálltak. Hivatalosan 2005-ben oszlottak fel, de egy évvel később újraalakultak, új felállással.
Jon Blank 2009-ben elhunyt, így az együttes ebben az évben ismét feloszlott. 2022-ben Dave Sherman is elhunyt.

## Tagok
- Dave Sherman – ének
- Jon Blank – ének
- Jeff Parsons – gitár
- John Koutsioukis – basszusgitár
- Cougin – dob
- Gus Baslika – dob a Life Out There és Psychosomatic Medicine albumokon
- Mike Phillips – dob a Center of the Universe albumokon
- Gary Isom – dob

## Diszkográfia
- Life Out There (Hellhound Records 1993)
- Psychosomatic Medicine (Hellhound Records 1994)
- Center of the Universe (Hellhound Records 1995)
- Black Ambience (Psychedoomelic Records 2009)